# Ford GT (2017)
La Ford GT est une voiture de sport du constructeur automobile américain Ford produite en 2016 et sortie en 2017. Elle est la seconde voiture de sport à porter ce nom après le modèle Ford GT produit de 2005 à 2006. Ces « GT » sont les héritières des GT40 victorieuses aux 24 Heures du Mans de 1966 à 1969.

## Présentation
La seconde génération de Ford GT est présentée lors de la 96e édition du salon automobile de Détroit en janvier 2015, puis au salon de Genève 2015, et elle est commercialisée à partir de l'été 2017.
Elle est limitée à 1 000 exemplaires, produit au rythme de 250 véhicules par an à Markham, Ontario (Canada). En octobre 2018, Ford annonce l'augmentation de la production de sa GT de 350 exemplaires supplémentaires pour répondre à la très forte demande des clients. Les exemplaires supplémentaires sont produits entre 2020 et 2022, la production totale atteignant ainsi 1 350 Ford GT.

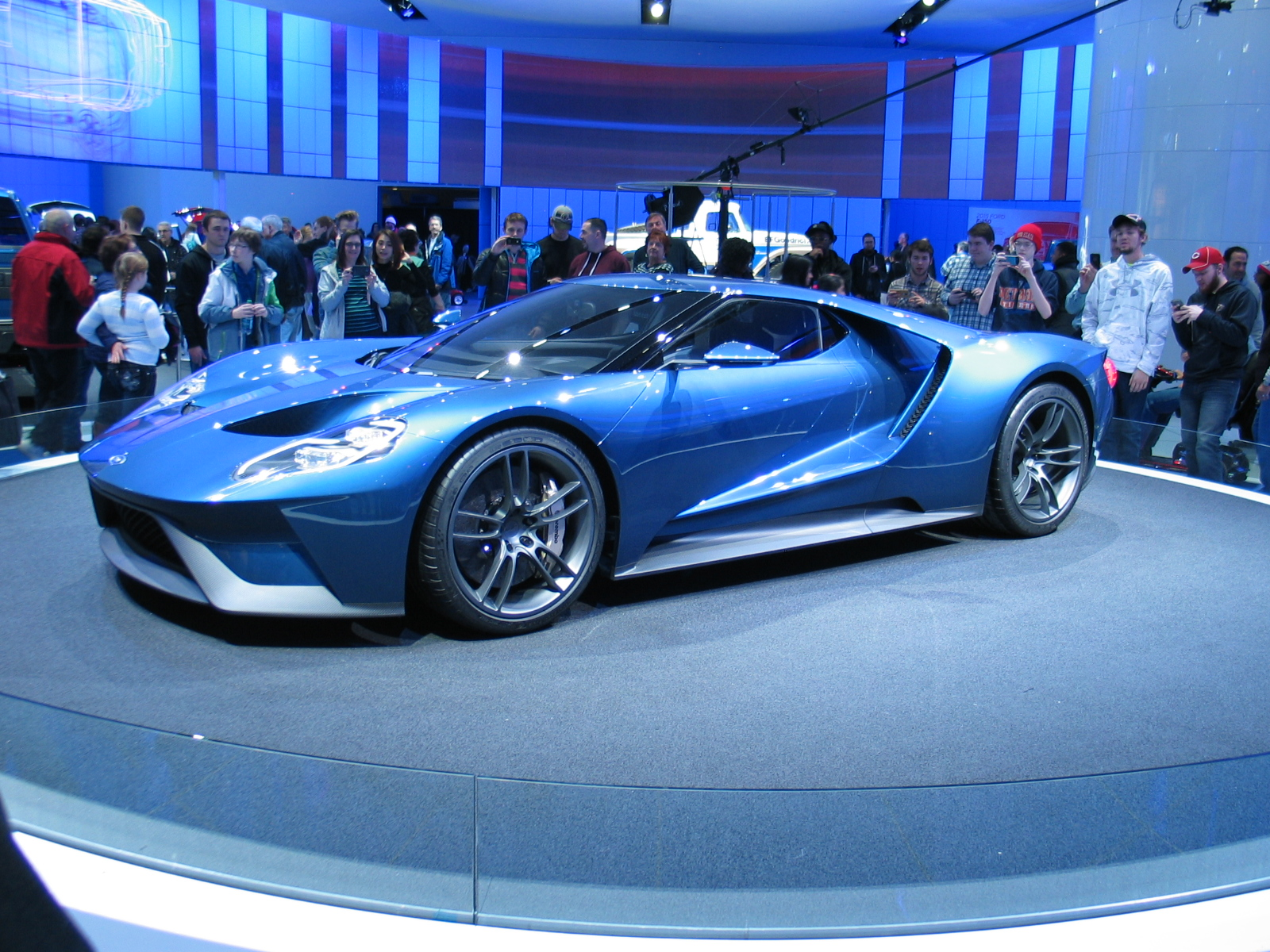
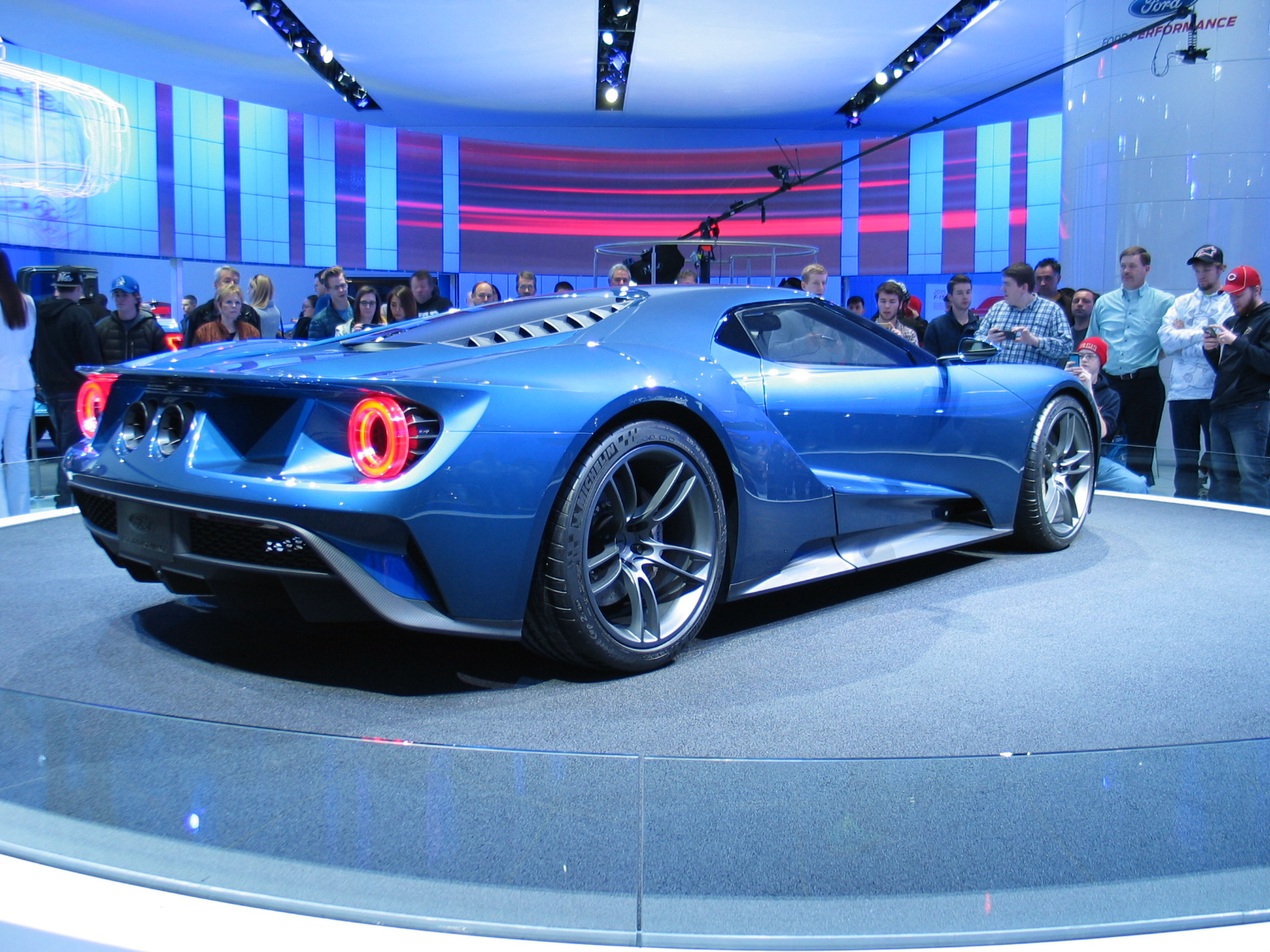

## Caractéristiques techniques
Elle est équipée d'un moteur V6 de 3,5 L bi-turbo développant 647 ch, et de freins à disques ventilés et rainurés.

### Motorisation
Grâce à son moteur V6 3,5 L, elle exécute le 0 à 100 km/h en 3,4 secondes, et possède un rapport poids/ puissance de 2,4 kg/ch.
|                              | Ford GT II                                |
| ---------------------------- | ----------------------------------------- |
| Moteur                       | V6                                        |
| Alimentation                 | bi-turbo                                  |
| Cylindrée (cm³)              | 3 497                                     |
| Puissance maximale ch (kW)   | 656 (482)                                 |
| au régime de (tr/min)        | 6 250                                     |
| Couple maximal (N m)         | 745                                       |
| au régime de (tr/min)        | 3 500 à 5 900                             |
| Transmission                 | Aux roues arrière (Propulsion)            |
| Boîte de vitesses            | Automatique à double embrayage 7 rapports |
| Vitesse maximale (en km/h)   | 347                                       |
| 0-100 km/h (en s)            | 3,0                                       |
| Consommation (en ℓ/100 km)   |                                           |
| Capacité du réservoir (en L) | 57,5                                      |
| Masse à vide (kg)            | 1 385                                     |

## Séries spéciales
- GT '66 Heritage Edition[5]
  - 2016
- GT '67 Heritage Edition[6]
  - 2017
- GT Carbon[7] : les jantes, les seuils de porte, la console centrale et les aérateurs sont en carbone, tandis que les écrous des roues et les échappements sont en titane, ce qui allège cette version de 18 kg
  - Septembre 2018

- GT Heritage Edition Gulf
  - 2020

- GT Liquid Carbon[8]
  - 2020

- GT Studio Collection [9]
  - 2020

- GT Heritage Edition Daytona '66
  - 40 exemplaires en 2021[10]
  - Hommage à la Ford GT MK II n° 98 victorieuse aux 24 Heures de Daytona en 1966.

- GT Alan Mann Heritage Edition (2021)[11]

- GT 64 Prototype Heritage Edition (2022)[12]

- GT Holman Moody Heritage Edition[13]

- GT LM Edition[14] (dernière série spéciale avant la fin de production)
  - 20 exemplaires en 2022
  - Hommage aux voitures victorieuses des 24 Heures du Mans en 2016.

## Versions

### Ford GT LMGTE Pro

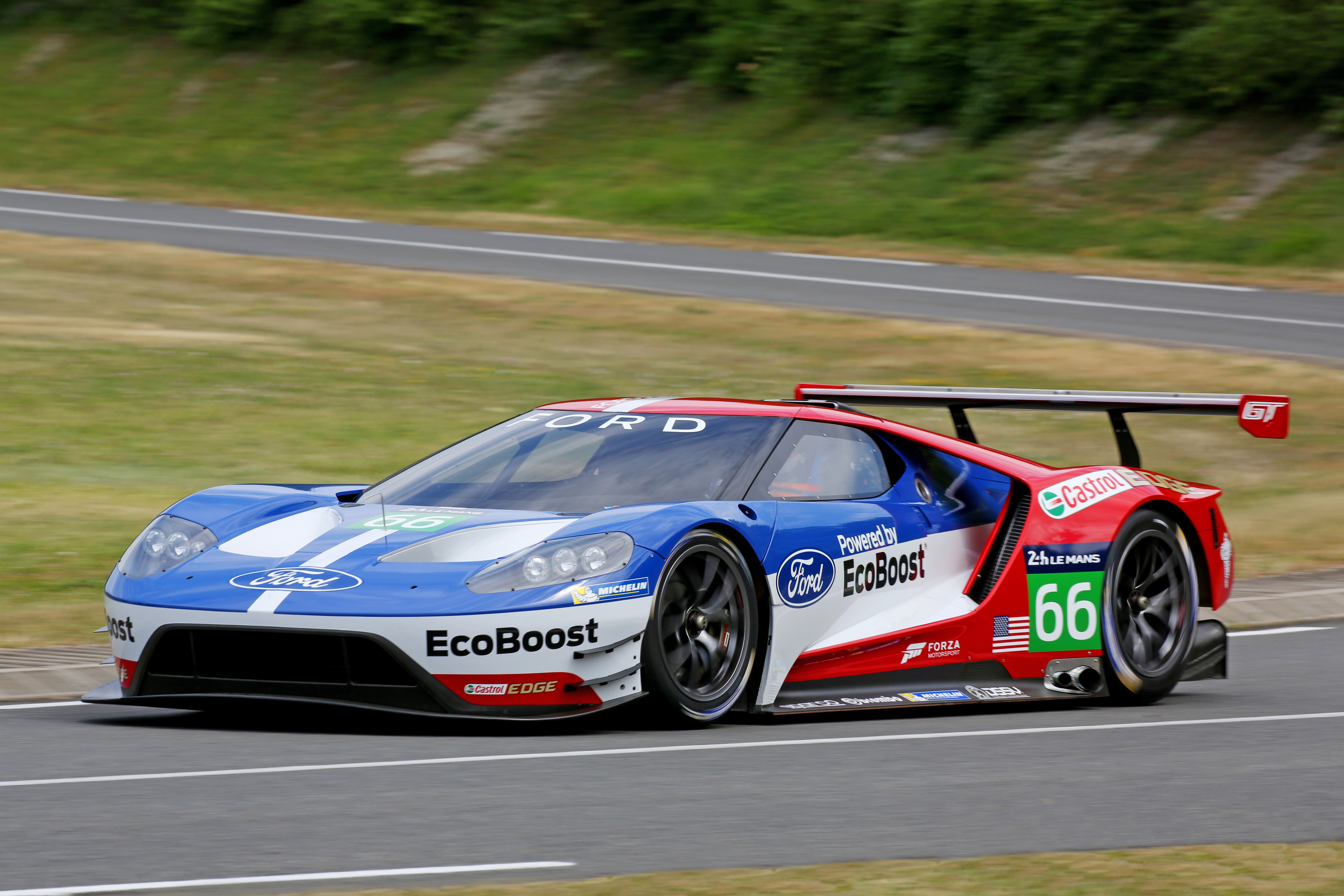
Une Ford GT LMGTE Pro.

En juin 2015, Ford annonce son retour aux 24 Heures du Mans pour l'édition 2016 dans la catégorie LMGTE Pro. Ce retour se fait avec la GT de seconde génération, à l'occasion des cinquante ans du triplé des GT40 aux 24 Heures du Mans 1966. À noter que la Ford GT LMGTE Pro est produite avant la version de série de la FORD GT II.
Deux équipes exploitent les Ford GT en compétition en 2016. La GT débute aux États-Unis en janvier 2016 dans le Tudor United SportsCar Championship en catégorie GT Le Mans. Elle participe aussi au championnat du monde d'endurance (WEC), et notamment aux 24 Heures du Mans (quatre voitures engagées) où elle remporte la victoire de la catégorie GTE Pro.

### Ford GT Mk II
Le 4 juillet 2019, Ford présente la Ford GT Mk II au Festival de vitesse de Goodwood, une version non homologuée pour la route et limitée à 45 exemplaires. Elle dispose du V6 EcoBoost 3,5 litres porté à 700 ch et est vendue 1,2 million de dollars. La MK2 dispose d’un siège de course Sparco avec un harnais à six points, tandis que le siège passager est disponible en option.

### Ford GT Mk IV
En décembre 2022, Ford présente la GT Mk IV, une version développant 800 ch qui est utilisable pour le circuit uniquement. Rendant hommange à la Ford GT40 Mk IV qui a remporté les 24 Heures du Mans 1967, elle ne sera produite qu'à 67 exemplaires .

## Dans la culture populaire

### Jeux vidéo
La Ford GT est un modèle présent dans un grand nombre de jeux vidéo, dont voici une liste non exhaustive.
- Asphalt Street Storm Racing
- Asphalt 9: Legends
- Driving School 2017
- Forza Horizon 3
- Forza Motorsport 6
- Forza Motorsport 7
- Need for Speed Payback
- Need for Speed Heat
- Need_for_Speed:_No_Limits
- Project CARS 2
- Real Racing 3
- The Crew 2
- Forza Horizon 4
- Forza Horizon 5

La GT de deuxième génération est visible sur la jaquette de Forza Motorsport 6.